# Dendrobium kirchianum
Dendrobium kirchianum är en orkidéart som beskrevs av Alex Drum Hawkes och Alfonse Henry Heller. Dendrobium kirchianum ingår i släktet Dendrobium, och familjen orkidéer. Inga underarter finns listade i Catalogue of Life.